# إدواردو لوبيز دي رومانا
إدواردو لوبيز دي رومانا (بالإسبانية: Eduardo López de Romaña) (و. 1847 – 1912 م) هو سياسي، ومهندس من بيرو ولد في أريكويبا.